# SunStroke Project
A SunStroke Project egy moldáv zenekar, tagjai Sergei Yalovitsky (ének), Anton Ragoza (hegedű, zeneszerző) és Sergey Stepanov (szaxofon). Ők képviselték Moldovát a 2010-es Eurovíziós Dalfesztiválon a Run Away című dallal, amellyel a huszonkettedik helyen végeztek a döntőben. A 2017-es Eurovíziós Dalfesztiválon, Kijevben ismét szerepeltek, ezúttal a Hey, Mamma! című dallal, amivel a harmadik helyezést érték el.

## Tagok
Anton Ragoza (hegedű) 1986. november 28-án született Tiraspolban. Ő az első zeneszerzője a zenekarnak. Korábban számos rangos díjat nyert a klasszikus zene területén. Anton széleskörű tapasztalattal rendelkezik a modern elektronikus műfajban.
Sergei Stepanov (szaxofon) 1984. szeptember 3-án született szintén Tiraspolban. Jelenleg Chișinăuban él. Ragozával a hadseregben találkozott, és elhatározta, hogy létrehozza a SunStroke Project zenekart.
Szergej Jalovickij (1987. február 18.) a zenekar énekese. Korábban énekesként dolgozott hajókon. Számos díjat nyert Moldovában és Romániában.

## Története

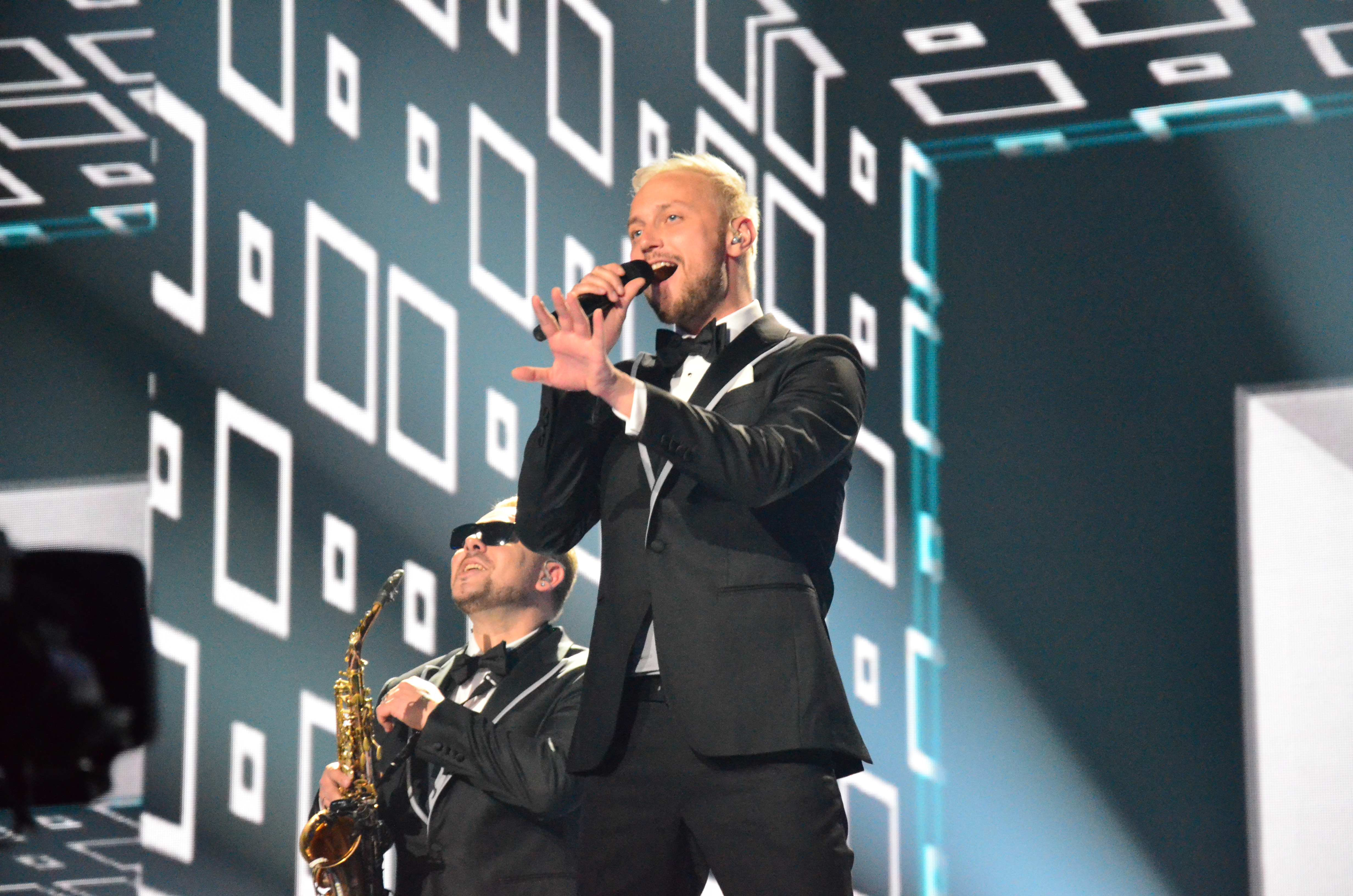
A SunStroke Project a 2017-es Eurovíziós Dalfesztiválon.

Röviddel a zenekar megalapítása után megjelent első hivatalos albumuk: Do not say more....
2008 végétől 2009 nyaráig csatlakozott a zenekarhoz Pasha Parfeni. Három kislemezük jelent meg ebben a néhány hónapos időszakban.
Olia Tira-val együtt képviselték Moldovát a 2010-es Eurovíziós Dalfesztiválon a Run Away dallal elérve a 22. helyet. 2010 végén néhányan kiléptek a zenekarból, és Moszkvában elindították az Offbeat Orchester-t.
2011 óta a SunStroke Project különböző turnékat tart. Megpróbálták ismét képviselni Moldovát a 2015-ös Eurovíziós Dalfesztiválon, de ezúttal sikertelenül. 
2017-ben a Hey Mamma című vidám, elektro-house dalukkal a harmadik helyezést érték el a nemzetközi versenyen.
2023-ban ismét neveztek a moldáv válogatóba, azonban Yummy Mommy című dalukkal nem nekik sikerült győzni, hanem a korábbi énekesüknek, Pasha Parfeninek.

## Diszkográfia
Stúdióalbumok
| Cím               | Dátum | Címke        |
| ----------------- | ----- | ------------ |
| Do not say more.. | 2007  | Ragoza Music |

EP-k
| Cím                              | Dátum              | Címke        |
| -------------------------------- | ------------------ | ------------ |
| Don't Touch the Classics, Vol. 1 | 2015. december 4.  | Ragoza Music |
| Don't Touch the Classics, Vol. 2 | 2015. december 11. | Ragoza Music |

Kislemezek
| Cím                 | Év   | Album                            |
| ------------------- | ---- | -------------------------------- |
| No Crime            | 2009 |                                  |
| In Your Eyes        | 2009 | Don't Touch the Classics, Vol. 1 |
| Summer              | 2009 | Don't Touch the Classics, Vol. 1 |
| Run Away            | 2010 |                                  |
| Play with Me        | 2010 | Don't Touch the Classics, Vol. 2 |
| Walking in the Rain | 2011 |                                  |
| Superman            | 2012 |                                  |
| Amor                | 2014 |                                  |
| Sunshine            | 2014 |                                  |
| Not Giving It Up    | 2015 |                                  |
| Lonely              | 2016 |                                  |
| Home                | 2016 |                                  |
| Maria Juana         | 2016 |                                  |
| Dam Dam Dam         | 2016 |                                  |
| Hey Mamma           | 2017 |                                  |
| Yummy Mommy         | 2023 |                                  |

Közreműködések
| Cím           | Év   |
| ------------- | ---- |
| Bad girls     | 2011 |
| Go On         | 2013 |
| Разорву мечты | 2014 |

Promóciós kislemezek
| Cím              | Év   | Album                            |
| ---------------- | ---- | -------------------------------- |
| Spit             | 2007 |                                  |
| Rain             | 2007 |                                  |
| Skream           | 2007 |                                  |
| Believe          | 2010 | Don't Touch the Classics, Vol. 1 |
| Sax U Up         | 2010 | Don't Touch the Classics, Vol. 2 |
| Epic Sax         | 2010 | Don't Touch the Classics, Vol. 1 |
| Scream           | 2010 | Don't Touch the Classics, Vol. 1 |
| Listen           | 2010 | Don't Touch the Classics, Vol. 2 |
| Sunshine Day     | 2011 |                                  |
| Sat My Soul On   | 2012 | Don't Touch the Classics, Vol. 1 |
| Party            | 2013 | Don't Touch the Classics, Vol. 2 |
| Ce bine imi pare | 2013 |                                  |
| Look At Me       | 2016 |                                  |

Feldolgozások
| Cím     | Év   |
| ------- | ---- |
| Rise Up | 2010 |
| Desire  | 2010 |

## Fordítás
- Ez a szócikk részben vagy egészben  a   SunStroke Project című angol Wikipédia-szócikk fordításán alapul.  Az eredeti cikk szerkesztőit annak laptörténete sorolja fel. Ez a jelzés csupán a megfogalmazás eredetét és a szerzői jogokat jelzi, nem szolgál a cikkben szereplő információk forrásmegjelöléseként.